# Jonas Lundmark
Jonas "Luggen" Lundmark, född 9 april 1982 i Östersund, är en svensk tidigare fotbollsspelare.

## Biografi
Lundmark spelade till en början för Ope IF och var tongivande när klubbens P16-lag vann Pojkallsvenskan södra Norrland 1998. Året därefter gjorde han A-lagsdebut i division 3.
Lundmark har även spelat i Östersunds FK, innan han inför säsongen 2007 gick till IK Sirius FK. I Sirius spelade han sammanlagt 75 matcher i Superettan som ytterback under 2007–2009.
Efter att ha lämnat Sirius spelade Lundmark en säsong för Gamla Upsala SK i division 2 säsongen 2010.
Lundmark är utbildad personalvetare och har efter fotbollskarriären bland annat varit verksam som personalchef vid Kronans Apotek.